# Mitsunari Musaka
Mitsunari Musaka (født 16. januar 1991) er en japansk fodboldspiller, som spiller for den japanske fodboldklub Shimizu S-Pulse.